# Polystichum wawranum
Polystichum wawranum är en träjonväxtart som först beskrevs av Szyszyl., och fick sitt nu gällande namn av Leon R. Perrie. Polystichum wawranum ingår i släktet Polystichum och familjen Dryopteridaceae. Inga underarter finns listade.